# Daddala avola
Daddala avola är en fjärilsart som beskrevs av Bethune-Baker 1906. Daddala avola ingår i släktet Daddala och familjen nattflyn. Inga underarter finns listade i Catalogue of Life.